# Neopiophila setaluna
Neopiophila setaluna is een vliegensoort uit de familie van de Piophilidae. De wetenschappelijke naam van de soort is voor het eerst geldig gepubliceerd in 1977 door McAlpine.